# Jaryczów Stary (gmina)
Jaryczów Stary – dawna gmina wiejska w powiecie lwowskim województwa lwowskiego II Rzeczypospolitej. Siedzibą gminy był Jaryczów Stary.
Gminę utworzono 1 sierpnia 1934 r. w ramach reformy na podstawie ustawy scaleniowej z dotychczasowych gmin wiejskich: Ceperów, Jaryczów Stary, Kukizów, Podliski Wielkie, Remenów, Rudańce, Wisłoboki i Zapytów.
Pod okupacją niemiecką w Polsce (GG) gminę zniesiono, włączając ją do nowo utworzonych gmin Jaryczów Nowy i Zapytów.
Po II wojnie światowej obszar gminy został odłączony od Polski i włączony do Ukraińskiej SRR.